# 麒麟座ζ
麒麟座ζ，又名BD-02 2450，HD 67594、SAO 135551、HR 3188，是麒麟座的一颗恒星，视星等为4.34，位于銀經224.72，銀緯15.66，其B1900.0坐标为赤經8h 3m 34s，赤緯-2° 15.66′ 33″。